# زبوروو (استان اشوی‌داشکسیه)
زبوروو (به لهستانی: Zborów) یک منطقهٔ مسکونی در لهستان است که در گمینا سولتس-زدروی واقع شده‌است.